# Bombarda

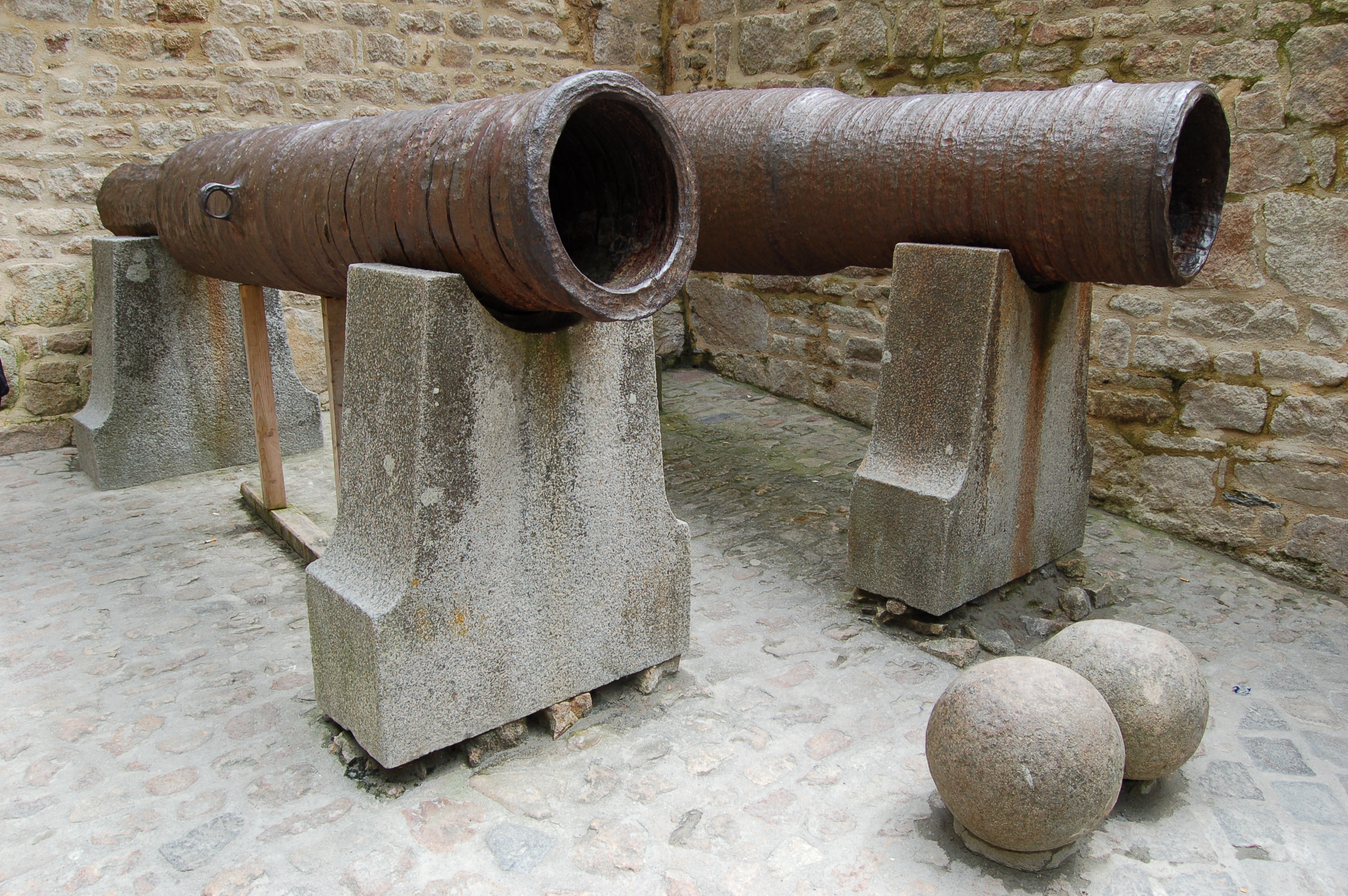
Bombardy z okresu wojny stuletniej, obok widoczne kamienne kule armatnie

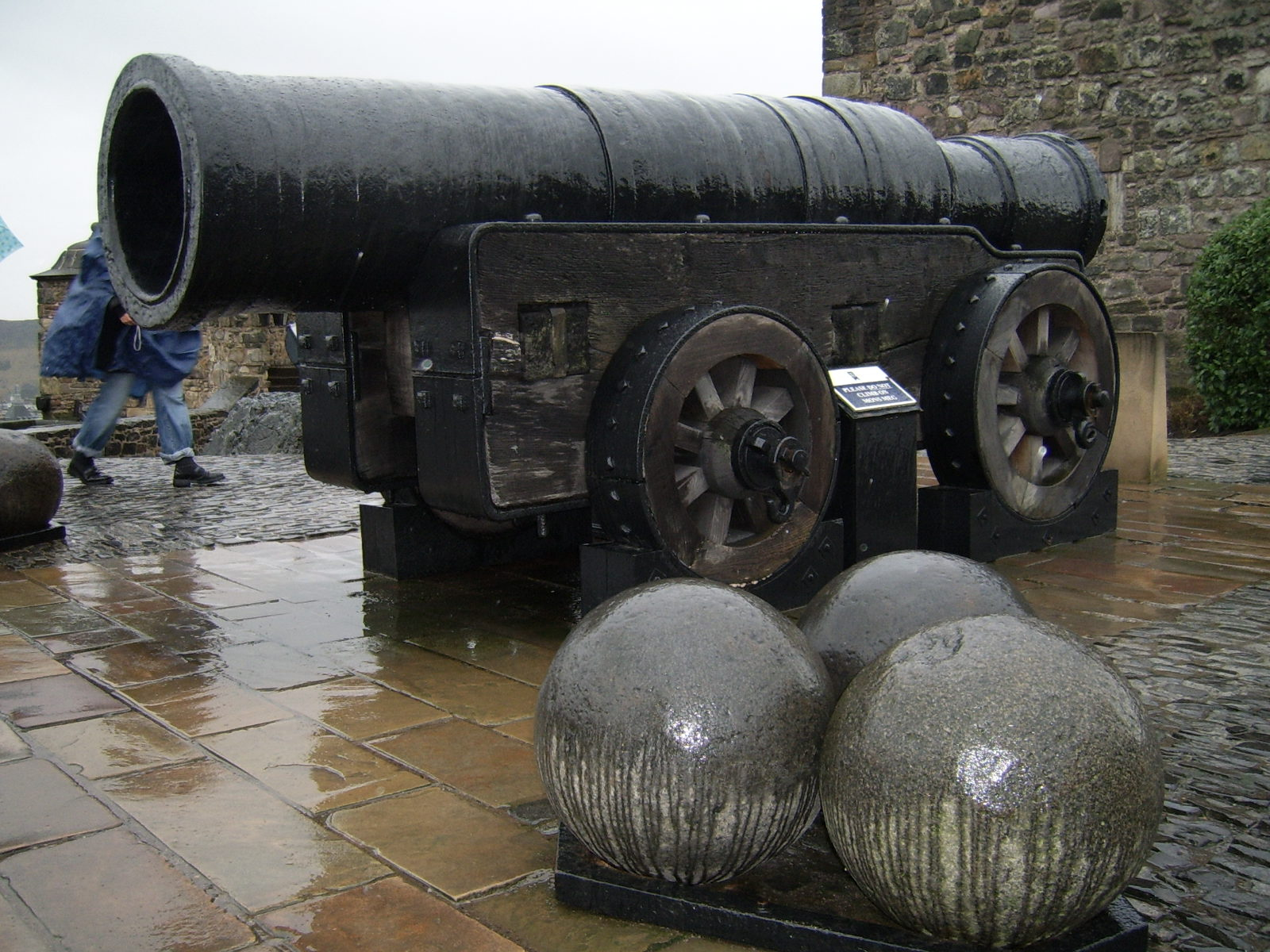
Mons Meg z XV wieku

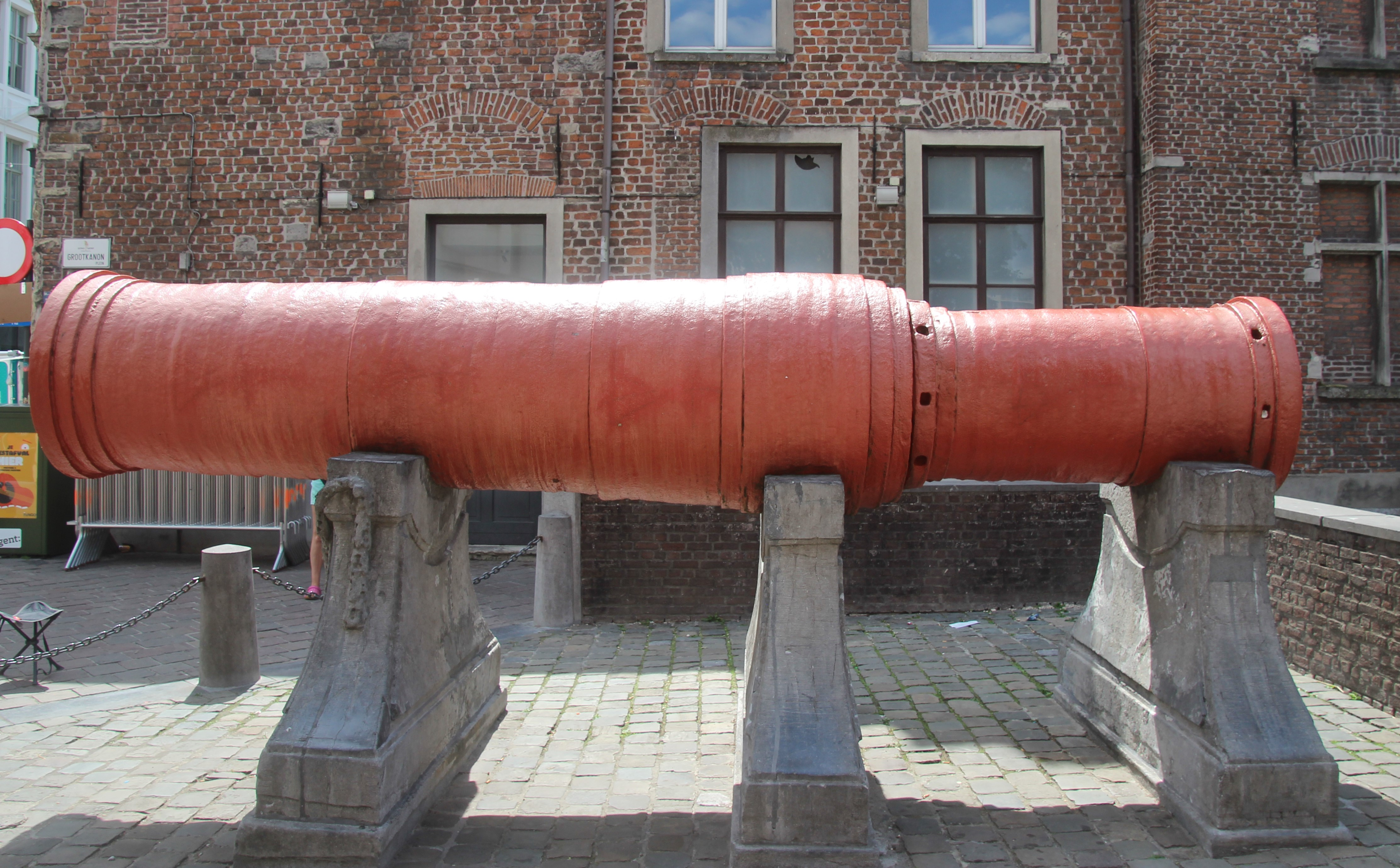
Szalona Greta z XV wieku

Bombarda – pierwotnie określenie machin oblężniczych miotających kamienie lub belki, od XIV wieku odprzodowe działo dużego kalibru z krótkim przewodem lufy i podkalibrową komorą nabojową.

## Charakterystyka
Bombarda była pierwszym prymitywnym działem. Jej lufa miała węższą część denną i szerszą część wylotową. Początkowo lufa składała się z kilku listew, połączonych pierścieniami. W wyniku udoskonaleń przeprowadzonych w XIV i XV wieku zaczęto odlewać lufy do bombard z brązu. Największe działa, jak na przykład Szalona Greta, były ustawiane na rusztowaniu belkowym.
Bombardy były przeznaczone głównie do burzenia murów obronnych, ale umieszczano je także na okrętach (głównie śródziemnomorskich galerach). Strzelano z nich kulami kamiennymi, później żelaznymi, a donośność wynosiła 200–600 metrów. Proces załadowania bombardy i wystrzału był bardzo skomplikowany i powolny. Dodatkowo wyprodukowanie bombardy było bardzo kosztowne.
Największą bombardą na świecie jest ważąca ponad 39 ton Car-puszka z 1586 roku, przechowywana do dziś na Kremlu w Moskwie.